# Ministero dell'interno (Taiwan)
Il Ministero dell'interno della Repubblica di Cina è un organismo governativo politico gestito dallo Yuan esecutivo della Repubblica di Cina (Taiwan). Il MOI è l'agenzia principale dello Yuan esecutivo responsabile degli affari interni e della sicurezza in tutta Taiwan. Le responsabilità comprendono la popolazione, la terra, la costruzione, l'amministrazione militare, i servizi di emergenza nazionali, i sistemi di amministrazione locale, l'applicazione della legge e il benessere sociale (prima del 23 luglio 2013).

## Funzioni principali
Il MOI esamina attentamente i diritti dei residenti e ogni aspetto dello sviluppo nazionale per:
- accelerare il progresso della Nazione
- rafforzare la pace e l'ordine sociale
- migliorare la qualità delle vite dei cittadini.

Il ministero si impegna a conseguire quanto segue:
1. Realizzare la riforma del governo per aumentare la vitalità del governo;
2. Cura per le minoranze;
3. Promuovere un sistema di servizio militare equo;
4. Implementare una gestione pragmatica della crescita per promuovere lo sviluppo sostenibile;
5. Rafforzare la riforma della gestione della polizia;
6. Rafforzare la gestione delle crisi per costruire un sistema globale di prevenzione delle catastrofi;
7. Gestisci gli obiettivi per ricostruire la Nazione in una bellissima città natale;

## Doveri
In conformità alla legge sull'Organizzazione del Ministero dell'Interno, il Ministero è incaricato di quanto segue:
- Il Ministero gestisce l'Amministrazione Nazionale degli Affari Interni.
- Il Ministero è responsabile di dirigere e controllare i funzionari locali di alto rango nell'esecuzione di compiti da parte del Ministero.
- Per gli affari diretti di amministrazione, il Ministero è incaricato dell'autorità di ordinare o intraprendere azioni disciplinari contro i funzionari locali più alti. Quando un funzionario è sospettato di condurre azioni illegali o supera la propria autorità, questo può essere sospeso o rimosso in attesa di una risoluzione da parte di una riunione dello Yuan esecutivo.

## Divisioni amministrative

### Struttura del Dipartimento
Il Ministero è organizzato in cinque dipartimenti, un ufficio, quattro sezioni, sei comitati e un centro per condividere le responsabilità.
- Dipartimento degli Affari Civili: incaricato dell'amministrazione locale, dell'autogoverno locale, dell'amministrazione delle frontiere, delle proprietà pubbliche, delle organizzazioni politiche, delle elezioni, delle religioni, dei riti, dei funerali, dei riti e delle cerimonie, dell'indagine storica, della manutenzione e della registrazione e altri affari civili.
- Dipartimento della Popolazione: incaricato dell'amministrazione di registrazione delle famiglie, dell'amministrazione delle nazionalità, delle politiche di popolazione, del censimento, delle carte d'identità nazionali, dell'utilizzo e della registrazione di nomi, della pianificazione delle migrazioni e altre questioni di popolazione.
- Dipartimento degli Affari Sociali: incaricato del benessere sociale, dell'assicurazione sociale, dell'assistenza sociale, dello sviluppo della comunità, del servizio sociale, della riabilitazione degli handicap, delle ONG, dei movimenti sociali, delle operazioni di cooperazione e di altri affari sociali.

Inoltre, il Ministero è inoltre costituito di sedici unità di amministrazione sociale e due amministrazioni territoriali, che sono direttamente sotto la direzione del Ministero come agenzie di secondo livello.

### Agenzie amministrative sotto il Ministero dell'interno
- Agenzia Nazionale di Polizia

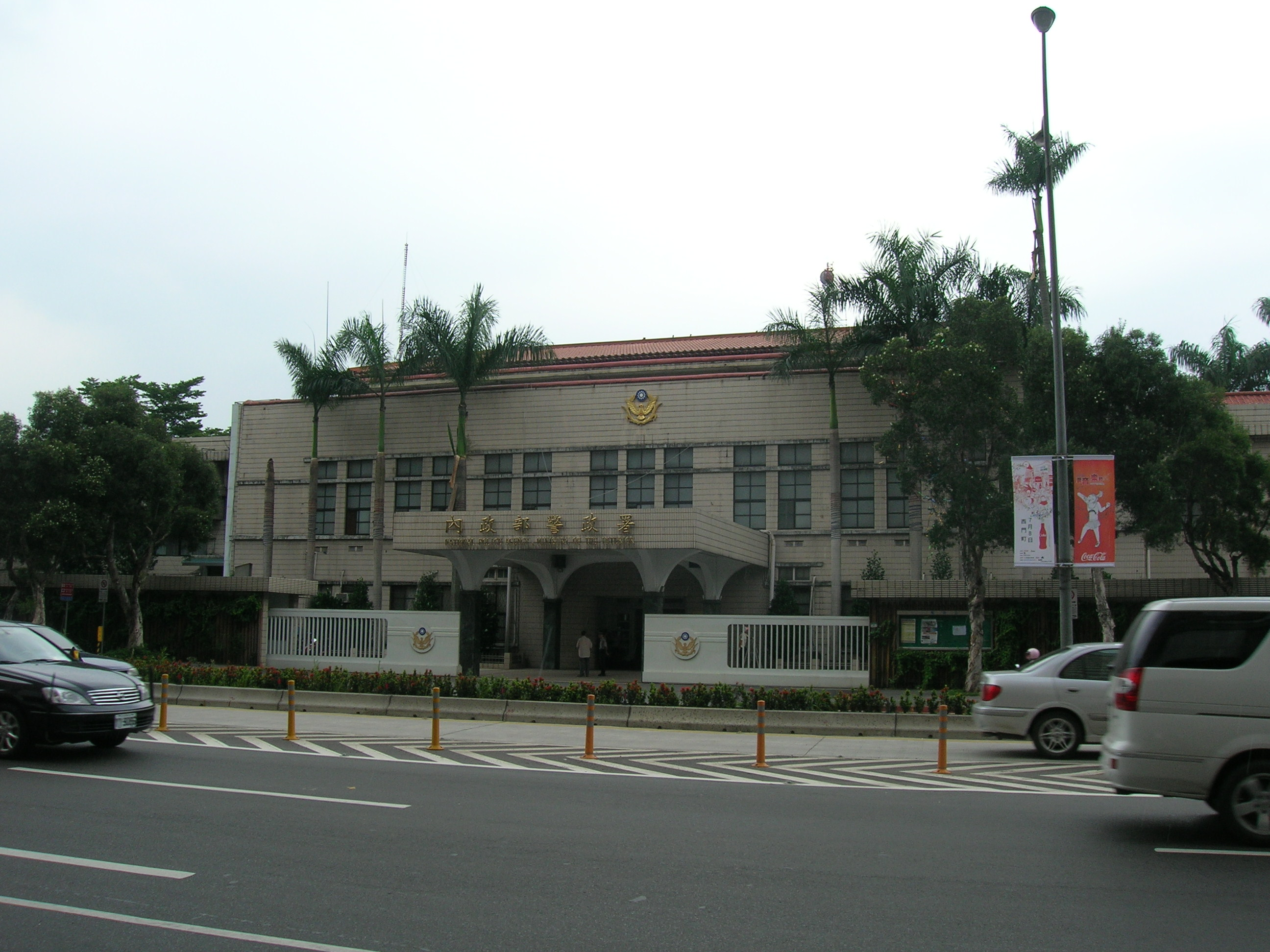
Sede dell'Agenzia Nazionale di Polizia

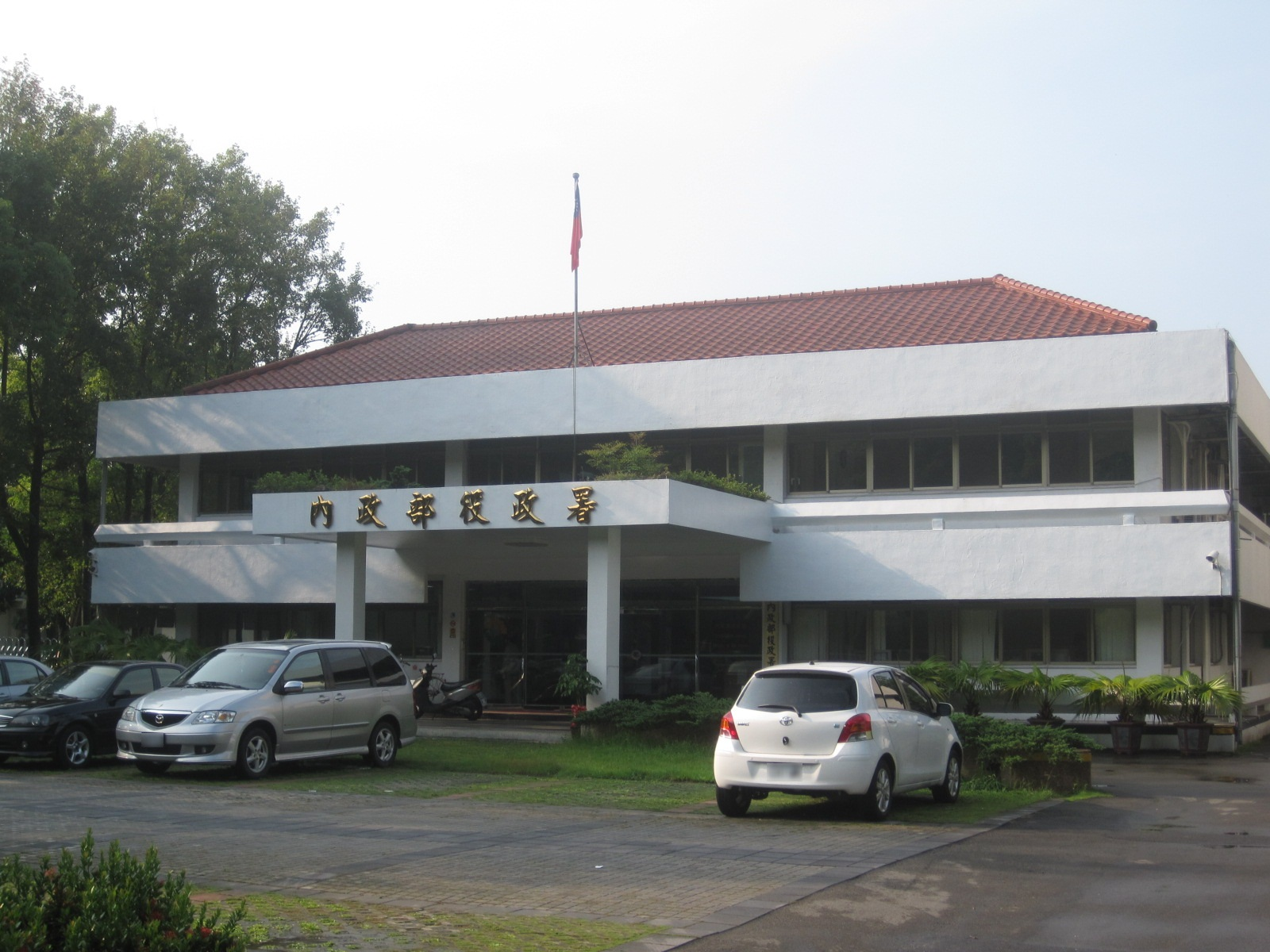
Sede dell'Agenzia di Consulenza Nazionale

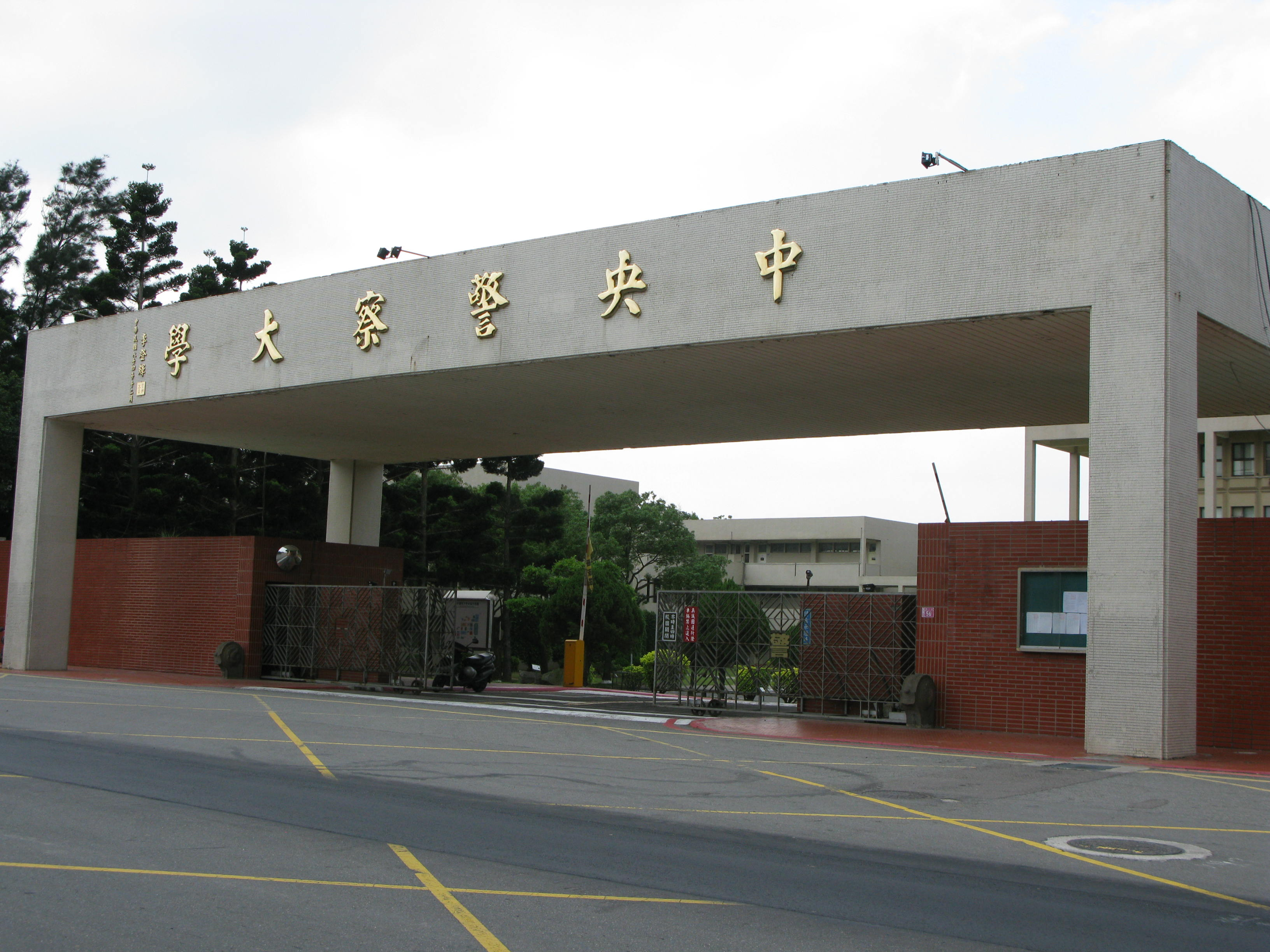
Sede dell'Università della Polizia Centrale

- Agenzia di Costruzione e Pianificazione
- Agenzia Nazionale del Fuoco
- Agenzia di Consulenza Nazionale
- Università della Polizia Centrale
- Istituto della Ricerca sull'Architettura e sulle Costruzioni
- Corpo dei Servizi Aerei Nazionali
- Agenzia Nazionale dell'Immigrazione
- Centro di Rilevazione e Mappatura del Territorio Nazionale
- Ufficio di Consulenza per la Consolidazione del Territorio

## Ministri

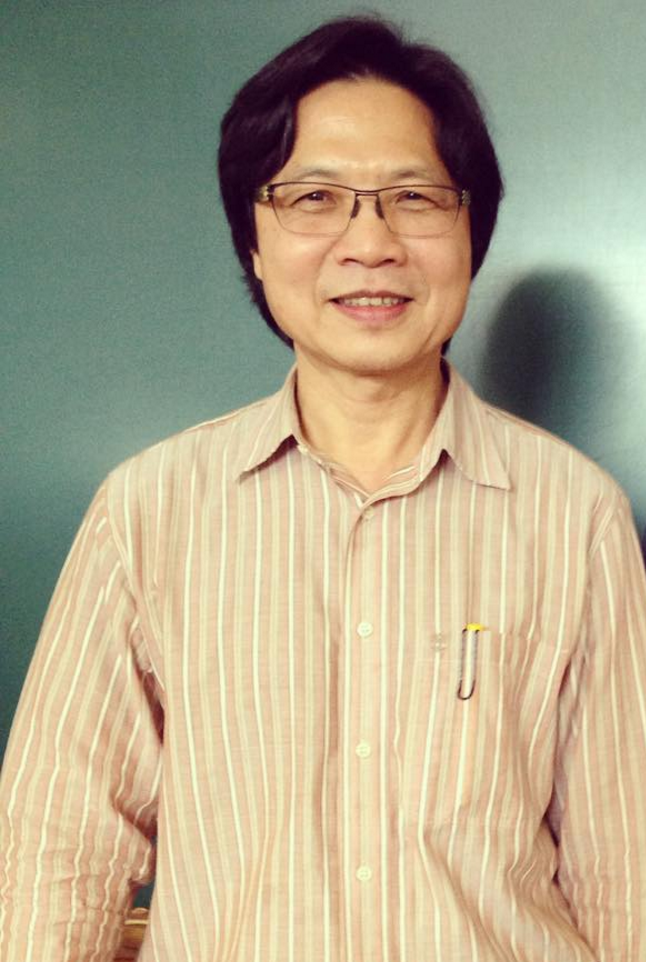
Yeh Jiunn-rong, l'attuale Ministro dell'interno

- Lin Chin-sheng (林金生) (1 giugno 1972 - 11 giugno 1976, KMT)
- Chang Feng-hsu (張豐緒) (11 giugno 1976 - 1º giugno 1978, KMT)
- Chiu Chuang-huan (邱創煥) (1º giugno 1978 - 1º dicembre 1981, KMT)
- Lin Yang-kang (林洋港) (1º dicembre 1981 - 1º giugno 1984, KMT)
- Wu Po-hsiung (吳伯雄) (1º giugno 1984 - 22 luglio 1988, KMT)
- Huang Kun-huei (黃昆輝) (15 dicembre 1994 - 10 giugno 1996, KMT)
- Lin Fong-cheng (林豐正) (10 giugno 1996 - 15 maggio 1997, KMT)
- Yeh Chin-fong (葉金鳳) (15 maggio 1997 - 5 febbraio 1998, KMT)
- Huang Chu-wen (黃主文) (5 febbraio 1998 - 20 maggio 2000, KMT)
- Chang Po-ya (張博雅) (20 maggio 2000 - 1º febbraio 2002, Indipendente)
- Yu Cheng-hsien (余政憲) (1º febbraio 2002 - 9 aprile 2004, PPD)
- Su Chia-chyuan (蘇嘉全) (9 April 2004 - 25 gennaio 2006, PPD)
- Lee I-yang (李逸洋) (25 gennaio 2006 - 20 maggio 2008, PPD)
- Liao Liou-yi (廖了以) (20 maggio 2008 - 10 settembre 2009, KMT)
- Jiang Yi-huah (江宜樺) (10 settembre 2009 - 6 febbraio 2012, Indipendente)
- Lee Hong-yuan (李鴻源) (6 febbraio 2012 - 3 marzo 2014, PPG)
- Chen Wei-zen (陳威仁) (3 marzo 2014 - 20 maggio 2016, KMT)
- Yeh Jiunn-rong (葉俊榮) (20 maggio 2016 - in carica, PPD)

## Accesso
L'edificio del MOI è accessibile dalla Stazione dell'Ospedale NTU della metropolitana di Taipei sulla linea rossa.